# 增生療法
增生療法（prolotherapy，proliferation therapy）是透過注射來治療慢性肌腱、韌帶、關節損傷之療法。

#### 增生療法緣起
增生療法注射一般是利用高渗葡萄糖溶液，經由多點注射刺激身體軟組織（包括肌腱、韌帶及關節軟骨）重新產生修復，增生療法醫學在國際上發展大約由1930年代開始，由美國一位Dr Hackett在臨床上治療病人的經驗中發現，韌帶的受傷可能是肌肉骨骼疼痛的主要來源，因而發展出增生療法(prolotherapy)，可以促進各部位受傷韌帶的修復，治療好疼痛，恢復關節穩定度，促進退化性關節的修復，在臨床上有非常好的療效。
Dr Hackett 之後，Dr Hemwall承續了增生療法的發展，並且教導了許許多多的醫師，也到墨西哥義診，影響了後來成立的Hackett-Hemwall foundation （页面存档备份，存于）, 以及美國骨內科醫學會( American Association of Orthopedic Medicine, AAOM) （页面存档备份，存于），這兩個學會成為世界上主要教學增生療法的機構，並且在墨西哥位患者義診並進行醫師的訓練

#### 增生治療的機制
通常使用的是高渗葡萄糖溶液，另外，甘油、利多卡因、苯酚和莫鲁酸钠（一种鳕鱼肝油提取物的衍生物）也是其他常用的药物。注射通常在关节、韧带或肌腱与骨骼连接的地方进行。
注射高渗葡萄糖溶液，能啟動身體修復功能，達到修復肌腱、韌帶、關節軟骨等軟組織的目標。機制就跟常見的受傷恢復經驗相同，也與肌力訓練的流程相同。受傷後會出現局部腫脹並輕微發炎，只要沒有合併感染的症狀，疼痛腫脹同時也是自我修復功能被啟動的徵兆，一般來說疼痛腫脹等不舒服會在 4-6 週內消退，受損的組織也順利癒合。